# La Naranja (Piura)
La Naranja es una localidad peruana ubicada en el distrito de Huarmaca, perteneciente a la provincia de Huancabamba del departamento de Piura, al norte del Perú. 

## Ubicación
La Naranja se ubica al oeste de la provincia de Huancabamba, en el distrito de Huarmaca, en el departamento de Piura.

## Demografía
En 2017 La Naranja tenía una población de 1 habitante.